# André Blanchard (militaire)
Pour les articles homonymes, voir André Blanchard et Blanchard.
André Blanchard (Ancenis, 23 février 1911 - Bouar, 5 mai 1949) est un militaire français, Compagnon de la Libération. Engagé bien avant le déclenchement de la Seconde Guerre mondiale, il est en poste en Afrique lorsqu'il entend l'Appel du 18 juin. Il choisit alors de se rallier à la France libre et participe aux combats au Moyen-Orient, en Afrique du Nord et en France. Blessé à de nombreuses reprises, il survit cependant à la guerre et poursuit sa carrière militaire en Afrique où il meurt accidentellement.

## Biographie

### Jeunesse et engagement
André Blanchard naît le 23 février 1911 à Ancenis en Loire-Atlantique d'un père officier. Il fait ses études au collège de Sainte-Croix au Mans puis au Prytanée national militaire de La Flèche. Devançant l'appel dès 1931, il intègre le peloton d'élève officier de réserve. Libéré de ses obligations militaires, il choisit néanmoins de s'engager et est affecté avec le grade de sergent en Afrique-Équatoriale française.

### Seconde Guerre mondiale
Toujours en poste en Afrique au déclenchement de la Seconde Guerre mondiale, il entend l'appel du général de Gaulle et choisit de se rallier à la France libre à l'été 1940. Affecté au Bataillon de marche no 2 (BM2) sous les ordres du commandant de Roux, il part pour la Palestine mandataire et participe en juin 1941 à la campagne de Syrie où il est blessé. Toujours avec le BM2, subordonné à la 1re brigade française libre, il prend part à la guerre du désert. Promu lieutenant, André Blanchard effectue des missions de reconnaissance autour de Bir Hakeim lorsqu'il est à nouveau blessé. Refusant de se faire évacuer, il forme avec sa compagnie l'arrière-garde des troupes françaises évacuant le poste de Bir Hakeim dans la nuit du 10 au 11 juin 1942. Malgré ses blessures, il réalise parfaitement sa mission, permettant le retrait de ses camarades, mais est blessé à nouveau. Il parvient malgré tout à rejoindre les lignes françaises.
Après un séjour à Madagascar de février à octobre 1943, il se retrouve à Bangui, point de départ du BM2 vers l'Afrique du nord en vue d'un embarquement vers la France. Il est promu capitaine en juin 1944 et ne parvient en métropole qu'au début de l'année 1945. Il s'illustre alors dans les derniers combats de libération de la France, participant à la réduction de la poche de Royan au cours de laquelle, le 15 avril 1945, il est à nouveau grièvement blessé par des éclats d'obus.
Remis de ses blessures, il se porte volontaire pour le Corps expéditionnaire français en Extrême-Orient destiné à combattre les forces japonaises en Indochine. Affecté au commando du chef de bataillon Conus, il est parachuté en Extrême-Orient et subit lors des combats sa cinquième blessure de guerre, le contraignant au rapatriement et marquant pour lui la fin de la guerre.

### Après-guerre
Sorti de convalescence, il retrouve la Centrafrique où il est affecté à Bouar comme commandant de compagnie. Le 5 mai 1949, André Blanchard meurt, victime d'un accident de chasse.

## Décorations
|  |  |  |  |  |  |
|  |  |  |  |  |  |
|  |  |  |  |  |  |
|  |  |  |  |  |  |

| Chevalier de la Légion d'Honneur[Quand ?]                        | Chevalier de la Légion d'Honneur[Quand ?]                        | Compagnon de la Libération                                   | Compagnon de la Libération                                   | Croix de Guerre 1939-1945                     | Croix de Guerre 1939-1945                     |
| Croix de guerre des Théâtres d'opérations extérieurs             | Croix de guerre des Théâtres d'opérations extérieurs             | Médaille de la Résistance française                          | Médaille de la Résistance française                          | Médaille des blessés de guerre                | Médaille des blessés de guerre                |
| Médaille coloniale Avec agrafes "Libye" et "Bir-Hakeim" et "AFL" | Médaille coloniale Avec agrafes "Libye" et "Bir-Hakeim" et "AFL" | Médaille commémorative de Syrie-Cilicie Avec agrafe "Levant" | Médaille commémorative de Syrie-Cilicie Avec agrafe "Levant" | Military Cross (Royaume-Uni)                  | Military Cross (Royaume-Uni)                  |
| Ordre du mérite (Syrie)                                          | Ordre du mérite (Syrie)                                          | Ordre du mérite (Syrie)                                      | Officier de l'Ordre de l'Étoile noire (Bénin)                | Officier de l'Ordre de l'Étoile noire (Bénin) | Officier de l'Ordre de l'Étoile noire (Bénin) |